# Korean War Service Medal
Ne doit pas être confondu avec Korean Service Medal.
La Korean War Service Medal (KWSM) est une décoration militaire de la Corée du Sud créée pour récompenser les membres des forces militaires de l'ONU ayant participé à la défense du pays pendant la guerre de Corée.

## Histoire
Le 25 juin 1950, les troupes nord-coréennes envahissent la Corée du Sud, ce qui marque le début de la guerre de Corée. Les actions politiques et militaires décidées par le gouvernement sud-coréen en réponse à l'agression sont définies par le décret présidentiel no 390-6.25. Une médaille est alors créée, sous le nom de "6.25 Incident Medal", pour décorer les soldats sud-coréens ayant participé aux opérations de contre-attaque. Le 15 septembre 1951, le président sud-coréen Syngman Rhee autorise le Commandement des Nations unies en Corée à décerner la médaille aux troupes de l'ONU ayant assisté la Corée du Sud dans les combats. Celle-ci est alors renommée en "Korean War Service Medal",. La médaille peut être décernée aux hommes ayant servi en Corée 30 jours consécutifs ou 60 jours non consécutifs entre le 25 juin 1950 et le 27 juillet 1953 et ayant été impliqué dans des opérations de combat ou d'appui,.
Alors que la plupart des pays alliés de la Corée du Sud approuvent la décoration, l'armée américaine ne l'autorise pas pour ses soldats, son port étant incompatible avec la réglementation alors en vigueur aux États-Unis. Une loi du 8 mai 1954 votée par le Congrès des États-Unis permet ensuite l'attribution de la KWSM aux hommes des forces armées des États-Unis. Cependant, la loi entrant en vigueur après la disparition de la médaille à l'issue de la guerre de Corée en 1953, de nombreux vétérans réclament la médaille sans succès car le commandement des forces américaines ne possèdent pas de documents permettant de vérifier leur éligibilité, l'opération et l'administration dépendant à l'époque des Nations unies. En 1999, en vue des commémorations du 50e anniversaire du début de la guerre de Corée, le gouvernement nord-coréen annonce qu'il va réactiver la Korean War Service Medal afin qu'elle puisse être décernée aux vétérans qui ne l'avaient pas reçue à l'époque. En août, l'administration américaine autorise le port de la décoration et, de 2000 à 2003, à l'occasion de diverses cérémonies de commémorations en Corée du Sud ou aux États-Unis, de nombreux vétérans reçoivent enfin leur médaille.

## Description
À l'origine, la 6.25 Incident Medal est une fleur d'or (chrysanthème ou lotus) sur laquelle est posée une étoile à cinq branches blanche. Au centre de l'étoile, un cercle de même couleur que l'étoile contient deux branches de laurier entourant un cercle vert qui contient une représentation dorée de la péninsule de Corée. Le ruban est constitué d'une large bande jaune en son centre et, de façon symétrique à partir des bords, deux petites bandes verte et blanche, cette dernière contenant un liseré rouge.
Le 14 avril 1954, le gouvernement coréen modifie le dessin de la décoration. La médaille actuelle est un disque de bronze contenant deux branches de laurier ou d'olivier reliées par deux cartouches entrecroisées. Entre les branches, une représentation stylisée de la Terre, figurée par les latitudes et les longitudes comme sur l'emblème des Nations unies, supporte une représentation de la péninsule de Corée. Le ruban reprend le même dessin que celui de la 6.25 Incident Medal à la seule exception que les bandes vertes extérieures deviennent bleues. Lorsque la KWSM est portée suspendue, le ruban ne comporte aucun dispositif, cependant, lorsqu'elle est portée en barrette, celui-ci est alors agrémenté d'un symbole de taijitu identique à celui présent sur le drapeau de la Corée du Sud.